# Еврибионт
Еврибионт (на гръцки: ευρί – „широк“ и βίον – „живеещ“, още убиквист) е животински или растителен организъм, който може да преживява в много широки граници различни въздействия на околната среда. Примери за еврибионти са вълците, врабчетата и други. При тях е характерно, че понасят големи колебания в температурата и различни други фактори на средата. Това е предпоставка еврибионтите да имат широки ареали на разпространение.